# باتريك فان هورن
باتريك فان هورن (بالإنجليزية: Patrick Van Horn)‏ هو ممثل أمريكي، ولد في 19 أغسطس 1969 في الولايات المتحدة.

## أعمال

### أفلام
- (2008) أربعة أعياد ميلاد[1]

## وصلات خارجية
- باتريك فان هورن على موقع IMDb (الإنجليزية)
- باتريك فان هورن على موقع ميوزك برينز (الإنجليزية)
- باتريك فان هورن على موقع قاعدة بيانات الفيلم (الإنجليزية)